# 위커드 대 필번 사건
위커드 대 필번 사건(Wickard v. Filburn, 317 U.S. 111(1942))은 헌법 통상조항 관련 유명 미국 연방대법원 판례이다. 농부가 자급자족을 위하여 소량의 곡물을 생산한 경우 당해 가내소비가 전체적으로 누적된다면, 미국 전체의 곡물 수요 및 공급에 영향을 미치게 되므로 연방의회의 통상규제권한에 따라 생산통제할 수 있다.